# Ribesaltes (Ribes de Freser)
Ribesaltes, també coneguda com a Ribes Altes, és una entitat de població del municipi de Ribes de Freser a la comarca del Ripollès. En el padró del 1.1.2022 té 44 habitants.

## Demografia
|           | 1897 | 1900 | 1925 | 1930 | 1945 | 1950 | 1955 | 1960 |
| Habitants | 124  | 142  | 115  | 146  | 111  | 106  | 94   | 88   |
| --------- | ---- | ---- | ---- | ---- | ---- | ---- | ---- | ---- |

|           | 1970 | 1981 | 1986 | 1991 | 1992 | 1994 | 1996 | 1998 | 1999 |
| Habitants | 72   | 58   | 42   | 35   |      |      | 35   | 35   | 33   |
| --------- | ---- | ---- | ---- | ---- | ---- | ---- | ---- | ---- | ---- |

|           | 2000 | 2001 | 2002 | 2003 | 2004 | 2005 | 2006 | 2007 | 2008 | 2009 |
| Habitants | 32   | 27   | 29   | 30   | 30   | 33   | 32   | 36   | 37   | 38   |
| --------- | ---- | ---- | ---- | ---- | ---- | ---- | ---- | ---- | ---- | ---- |

|           | 2010 | 2011 | 2012 | 2013 | 2014 | 2015 | 2016 | 2017 | 2018 | 2019 |
| Habitants | 41   | 39   | 39   | 42   | 42   | 44   | 43   | 41   | 46   | 50   |
| --------- | ---- | ---- | ---- | ---- | ---- | ---- | ---- | ---- | ---- | ---- |

|           | 2020 | 2021 | 2022 | 2023 | 2024 | 2025 | 2026 | 2027 | 2028 | 2029 |
| Habitants | 44   | 44   | 44   | 41   |      |      |      |      |      |      |
| --------- | ---- | ---- | ---- | ---- | ---- | ---- | ---- | ---- | ---- | ---- |

## Situació
El veïnat de Ribesaltes està situat al NE de la vila de Ribes de Freser als vessants nord i sud del Puig Cornador (Ribes de Freser) de 1.793 m. El cim més elevat correspon al Puig Rodonell de 1.995 m que fa de límit a llevant. Els límits naturals de Ribesaltes els constitueixen el riu Freser a l'Oest, el Riu Segadell al Sud, el Maçanell al Nord i el Torrent de Ribesaltes (o de Picons) a l'Est. Altres punts limítrofs del veïnat de Ribesaltes són el Castell de Sant Pere al SO i el Torrent de Siat al Nord. La gran majoria de cases de pagès, masies i cases de turisme rural es troben a solell.

## Mapa

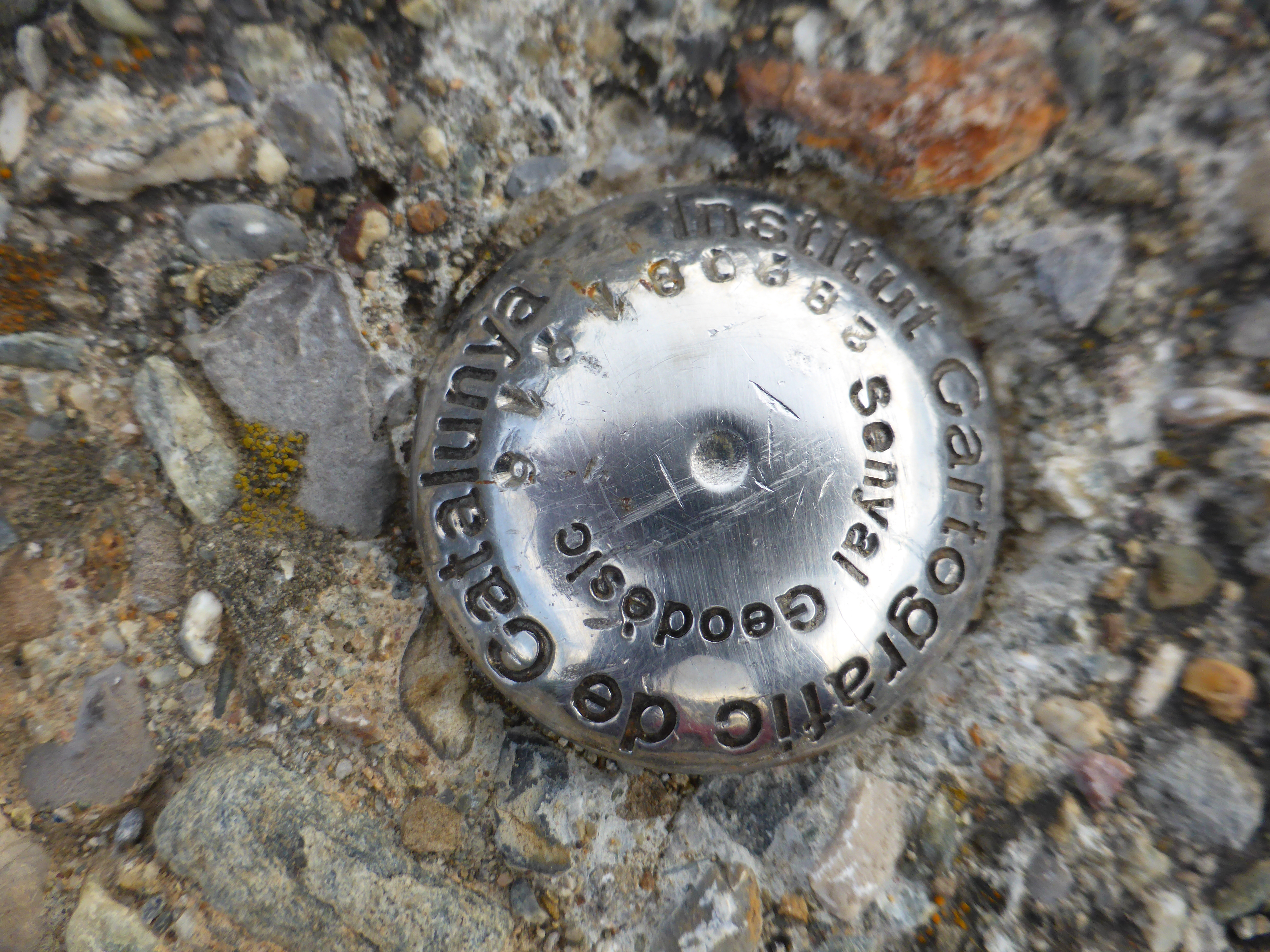
Senyal geodèsic 289081016-Verge de les Neus-Ribesaltes.

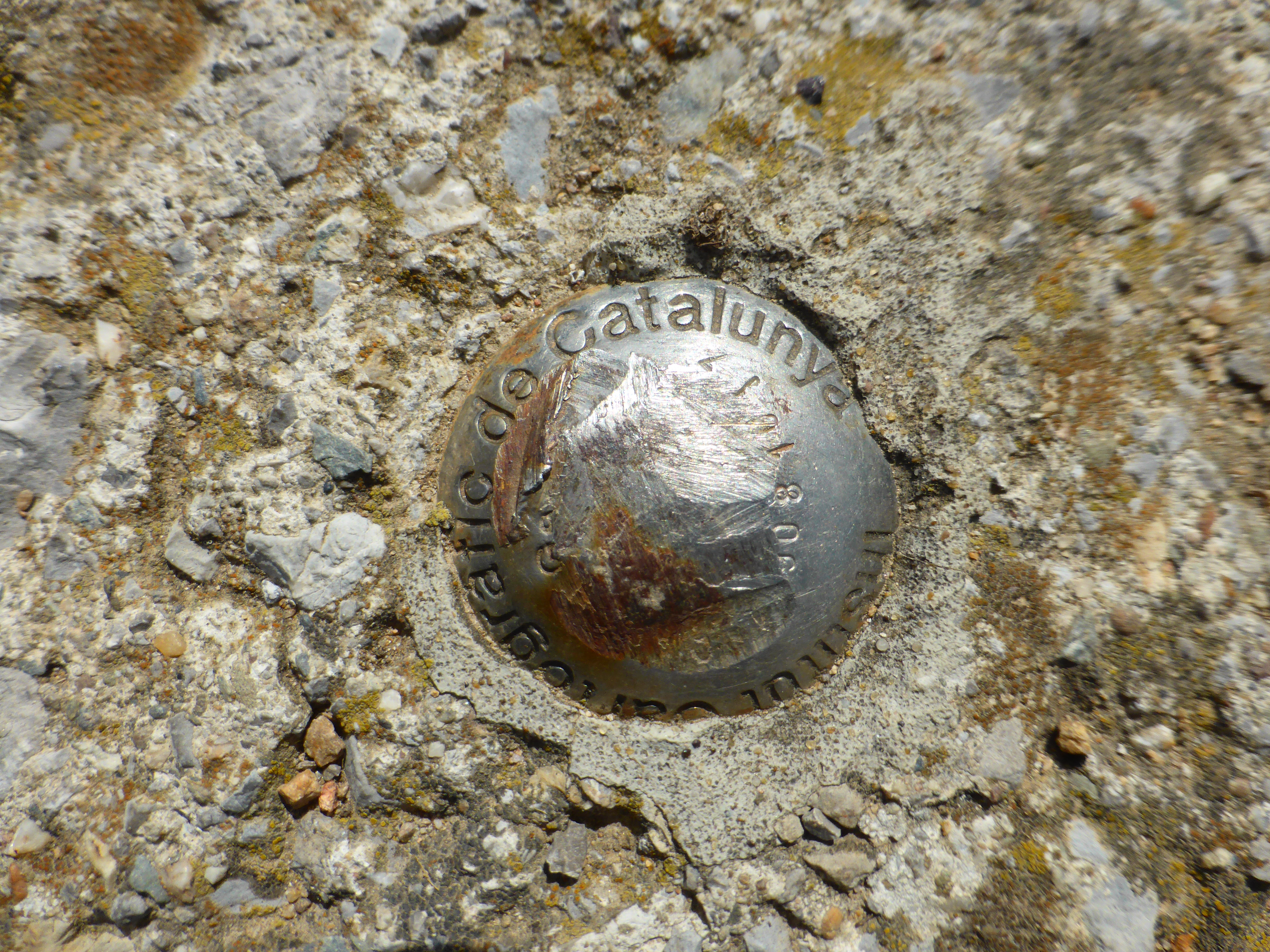
Senyal geodèsic 289081017-Direcció Mas Ventaiola, per sobre el cementiri.

A Ribesaltes podem trobar-hi dos senyals geodèsics:
1a. senyal:
- Referència (Codi ICC): 289081016 - Enllaç ressenya: Ressenya ICC de la referència
  - Coordenades: Latitud: 42º19'3.09031" N - Longitud: 2º10'58.89884" E
  - Ubicació: Encreuament de la pista de Tregurà a l'alçada de l'Oratori de la Verge de les Neus.

2a. senyal:
- Referència (Codi ICC): 289081017 - Enllaç ressenya: Ressenya ICC de la referència
  - Coordenades: Latitud: 42º18'47.01325" N - Longitud: 2º10'15.78687" E
  - Ubicació: A 100 m del cementiri de Ribes de Freser, en direcció Mas Ventaiola, al marge esquerre de la pista.

## Comunicacions
Està comunicada amb Ribes de Freser i Pardines per la carretera GIV-5262 i amb la Vall de Camprodon (GIV-5264) per la pista forestal de Tregurà. (Sovint no és practicable, sobretot a l'hivern i en cas de pluges fortes.)

## Vistes panoràmiques

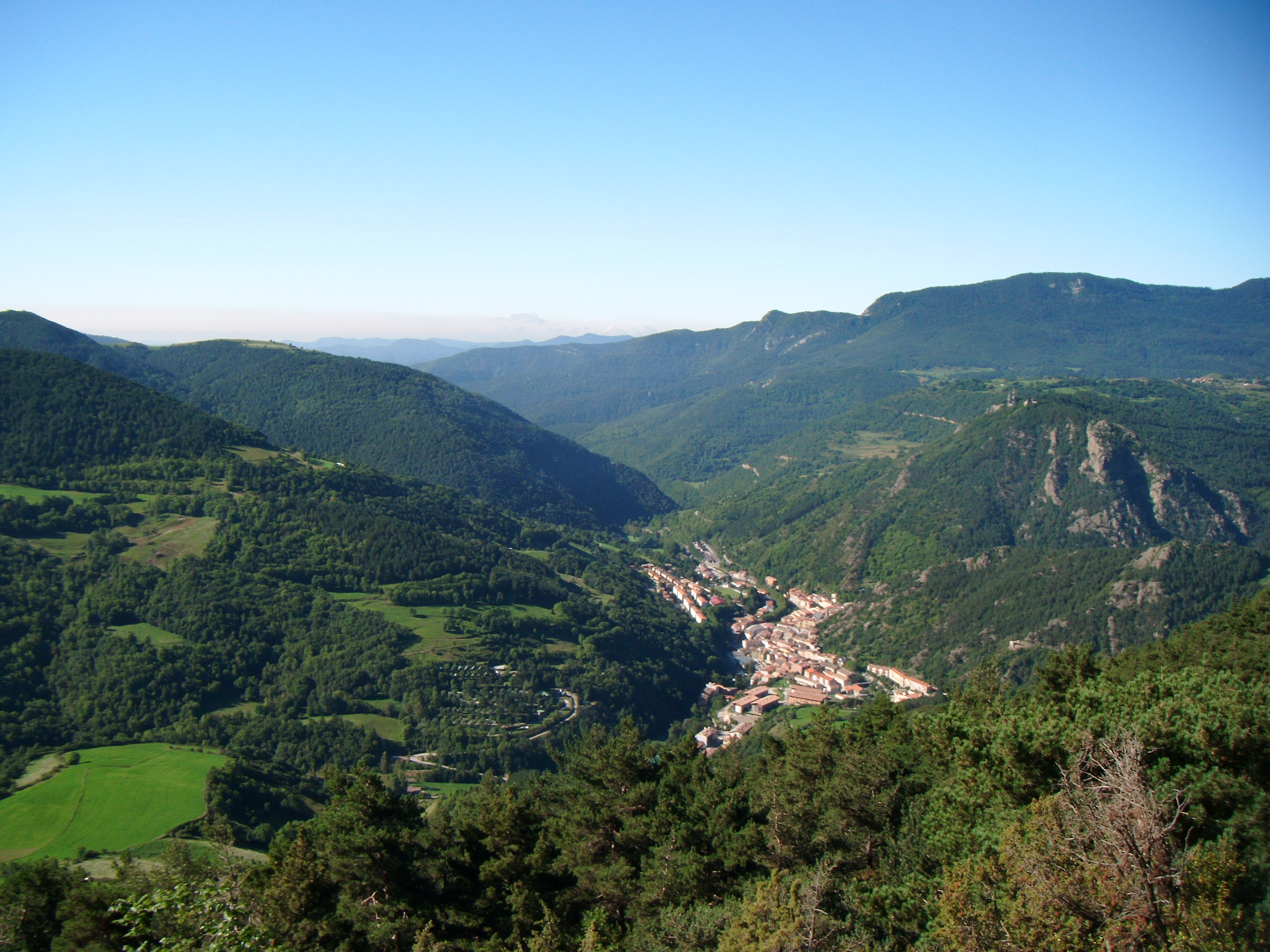
La Vall de Ribes des de Ribesaltes.

Ribesaltes gaudeix de nombroses vistes panoràmiques:
- El poble de Ribes de Freser (on conflueixen tres rius, el Freser, el Segadell i el Rigard) i l'Ermita de Sant Antoni.
- El Taga, la Serra de Conivella, la Serra Cavallera amb el Puig Estela i la Serra de les Pasteres amb La Pedra dels Tres Bisbats i el Puigllangord.
- El Cim d'Estremera i la Serra de Montgrony (La Covil, Coll de Coma Ermada, Cim de Pla de Pujalts, L'Emperadora, Pedra Picada).
- El Puigllançada i la Tosa d'Alp.
- Pardines i la Vall del Segadell.
- Al vessant nord, els veïnats de Fustanyà i Serrat.
- Els pobles o nuclis de població de Campelles, Queralbs, Vilamanya, Batet i El Baell (Campelles).
- Si ens situem a la Serra del Puig Cornador i/o Puig Rodonell, vistes de nombrosos cims del Pirineu i Prepirineu Orientals, com el Puig Cerverís, el Balandrau, Puig de Dòrria, Puigmal, els Torreneules, Pedraforca, Montserrat, ...

## Llocs d'interès

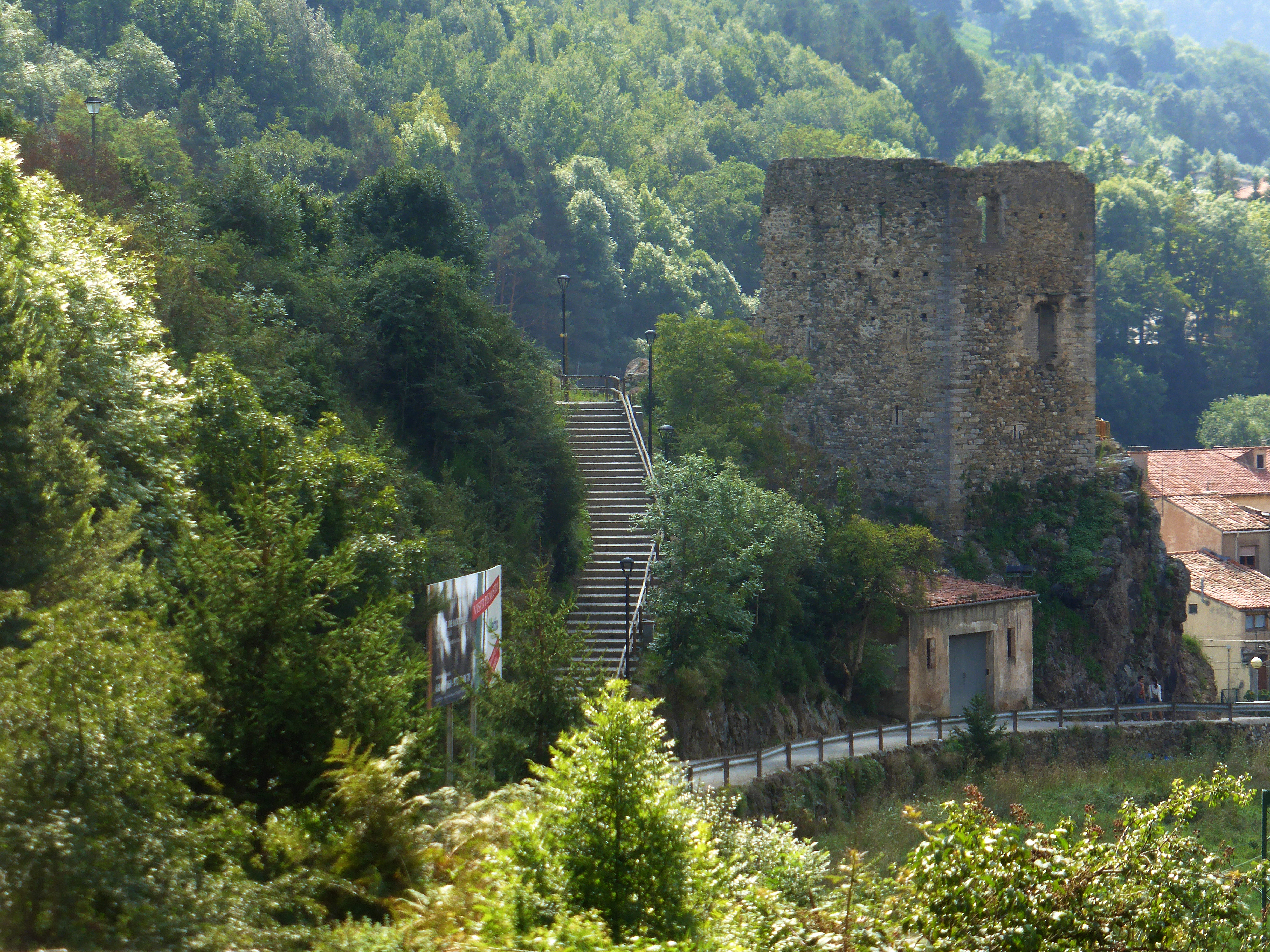
Castell de Sant Pere.

- Castell de Sant Pere. Nom popular de l'antic Castell de Ribes. Propietat dels comtes de Cerdanya, des del 1069 i després de la casa de Barcelona.[13]

| «                                                 | Encara en resten una torre, uns murs amb arcs de descàrrega i algunes naus soterrades. Aquest castell té importància a partir de 1276, quan la Vall de Ribes, amb el comtat de Cerdanya, passa al regne de Mallorca. Durant més de dos segles estigué a cura de la família de cavallers Ribes, que hi vivien. En el segle xvii fou reestructurat i consolidat. Es començà a destruir durant la Guerra del Francès. | » |
| — Josep Nuet i Badia i Àngels Morell i Fina, 2009 | |   |

- Al vessant nord del Puig Cornador s'hi troba el Refugi de Pla d'Erola on s'arriba a través de la pista forestal de Tregurà.

## Festivitats

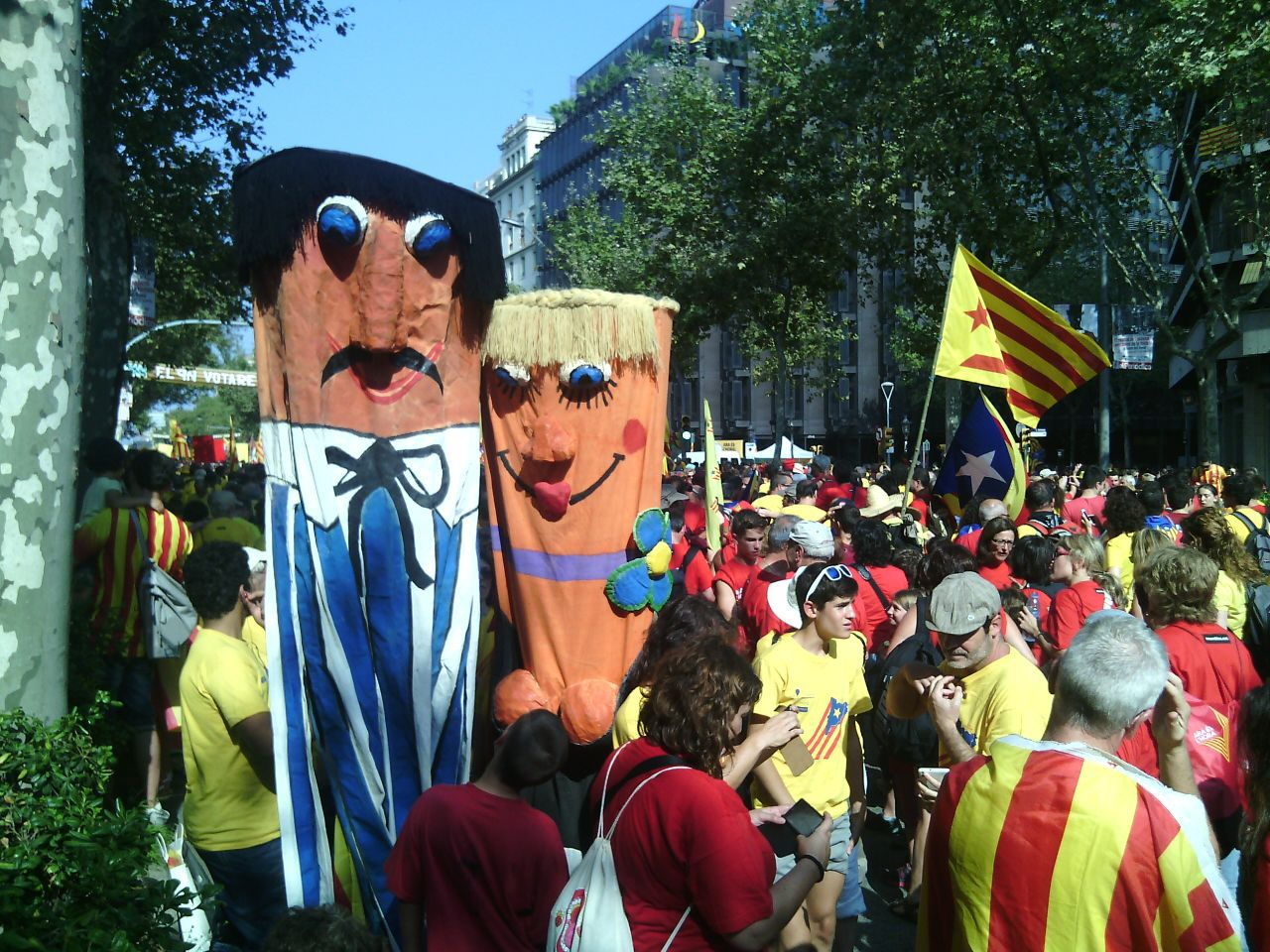
Rovelló i Corretjola, Gegants de Ribesaltes.

Festa Major: primer diumenge d'agost.

## Excursions i itineraris a peu, en BTT, en 4x4 per Ribesaltes

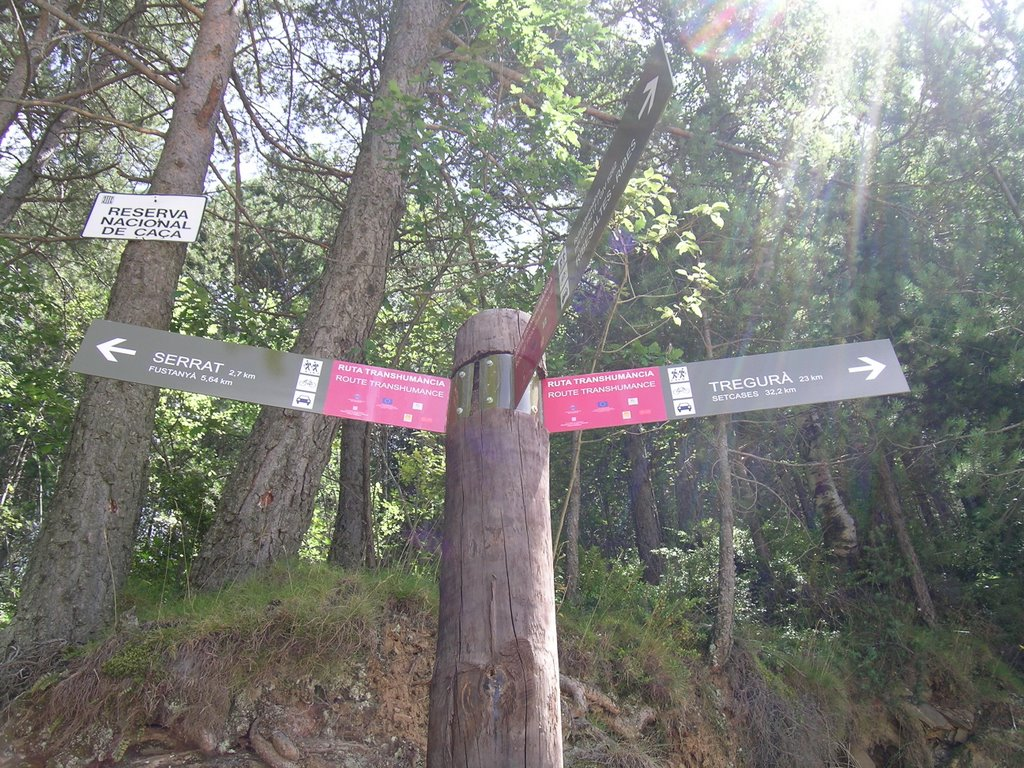
Senyalització Ruta de la Transhumància al Camí Serrat.

### A peu
- Itinerari 6 - Ribesaltes (Pardines, Coromines, Ribesaltes, Pardines) (Molt fàcil) - Centre Alpí Vall del Segadell Arxivat 2014-12-15 a Wayback Machine..
- Itinerari 21 - Ribes de Freser - Ribesaltes, per Ventaiola (Dificultat mitjana).[15]
- Itinerari 22 - Ribesaltes - Pardines per Can Nofre (Dificultat mitjana.[16]
- Ruta 16 - Pels veïnats de l'Alt Freser - (Dificultat mitjana) - Xarxa de Senders Itinerannia.
- Ruta 2 - Ribes de Freser - Refugi Pla d'Erola (Dificultat mitjana) - Rutes PEIN (Pla Espais Interès Natural) Arxivat 2017-02-16 a Wayback Machine..
- Ruta 3 - Ribes de Freser - Ribesaltes (Dificultat feble) - Rutes PEIN (Pla Espais Interès Natural) Arxivat 2017-02-16 a Wayback Machine..

### En BTT
- Ruta 16 - Volta per la Vall de Ribes - Centre BTT - Ruta senyalitzada - Ruta molt difícil - 40 km/5 h/1037 m desnivell.

### 4x4
- De Ribes de Freser a Tregurà, per Ribesaltes - Recorregut de 57 km (15 km asfaltats / 42 km de pista).

### Ruta de la transhumància
- Tram 4 De Tregurà a Rialb - Ruta a peu o BTT. Segueix els camins i senders que utilitzaven els pastors per desplaçar el bestiar des del Ripollès fins al Vallespir i el Conflent. L'etapa entre Tregurà i Rialb (Tram 4) presenta una distància de 31’08 km amb una ascensió acumulada de 792 m i passa per Ribesaltes, en la Pista de Tregurà i el Camí Serrat. (Vigilar sobretot a l'hivern, la neu en cotes altes)[17][18]

## Galeria d'imatges

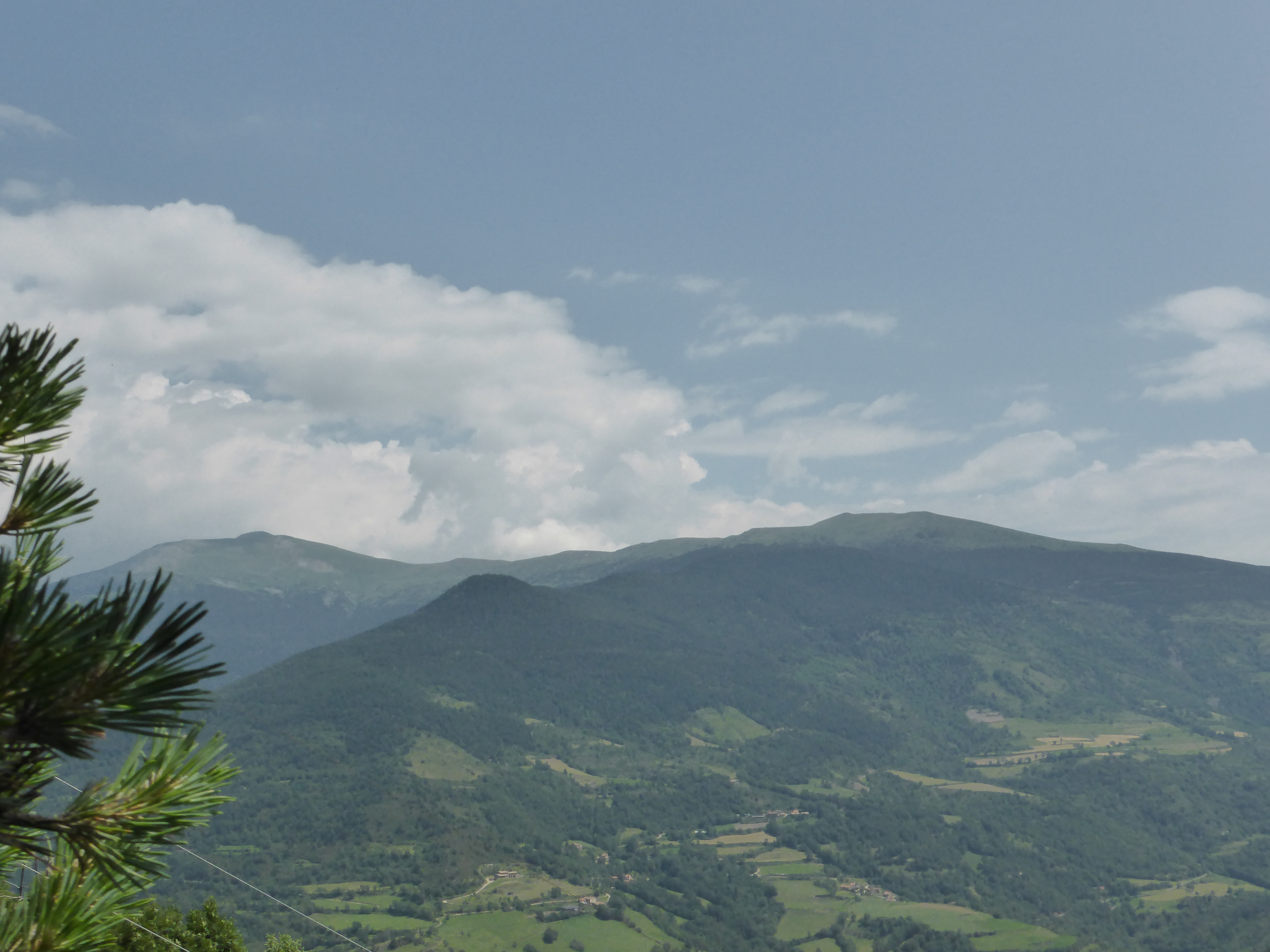
Ribesaltes des de l'Ermita de Sant Antoni
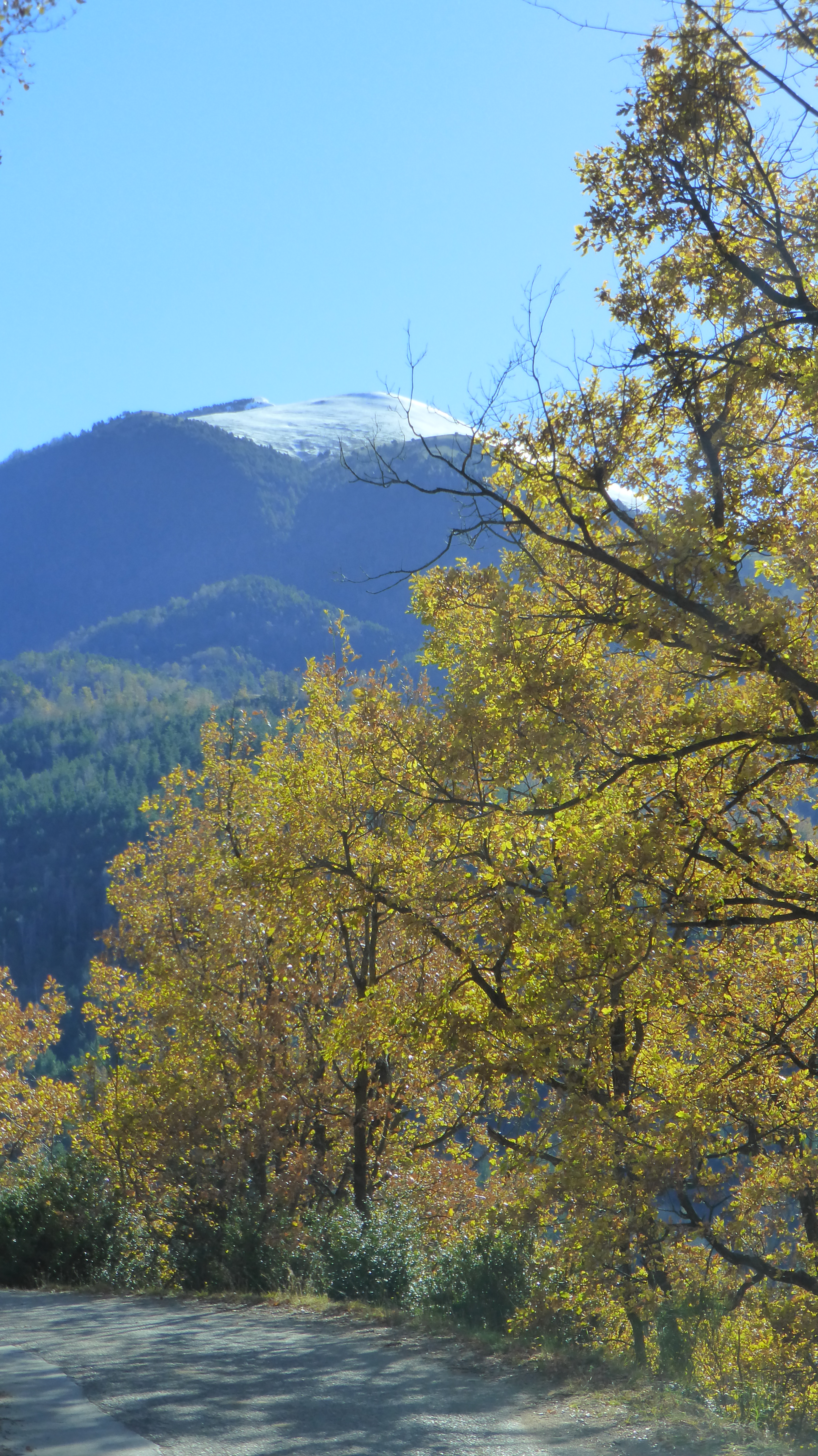
El Taga des de Ribesaltes
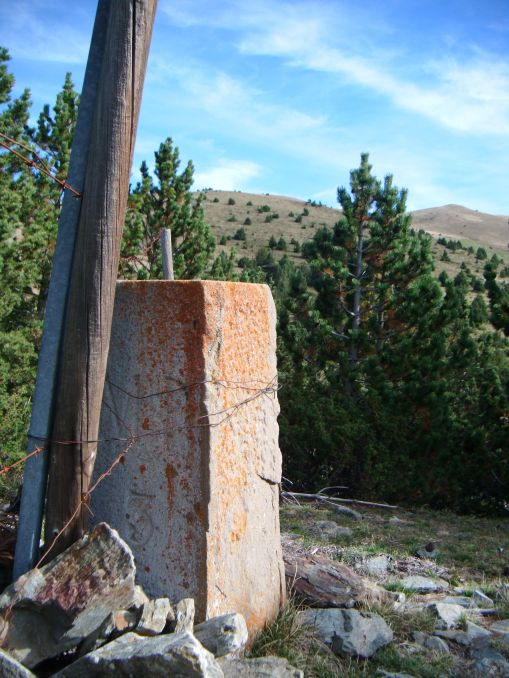
El Puig Cerverís des del Puig Rodonell a Ribesaltes
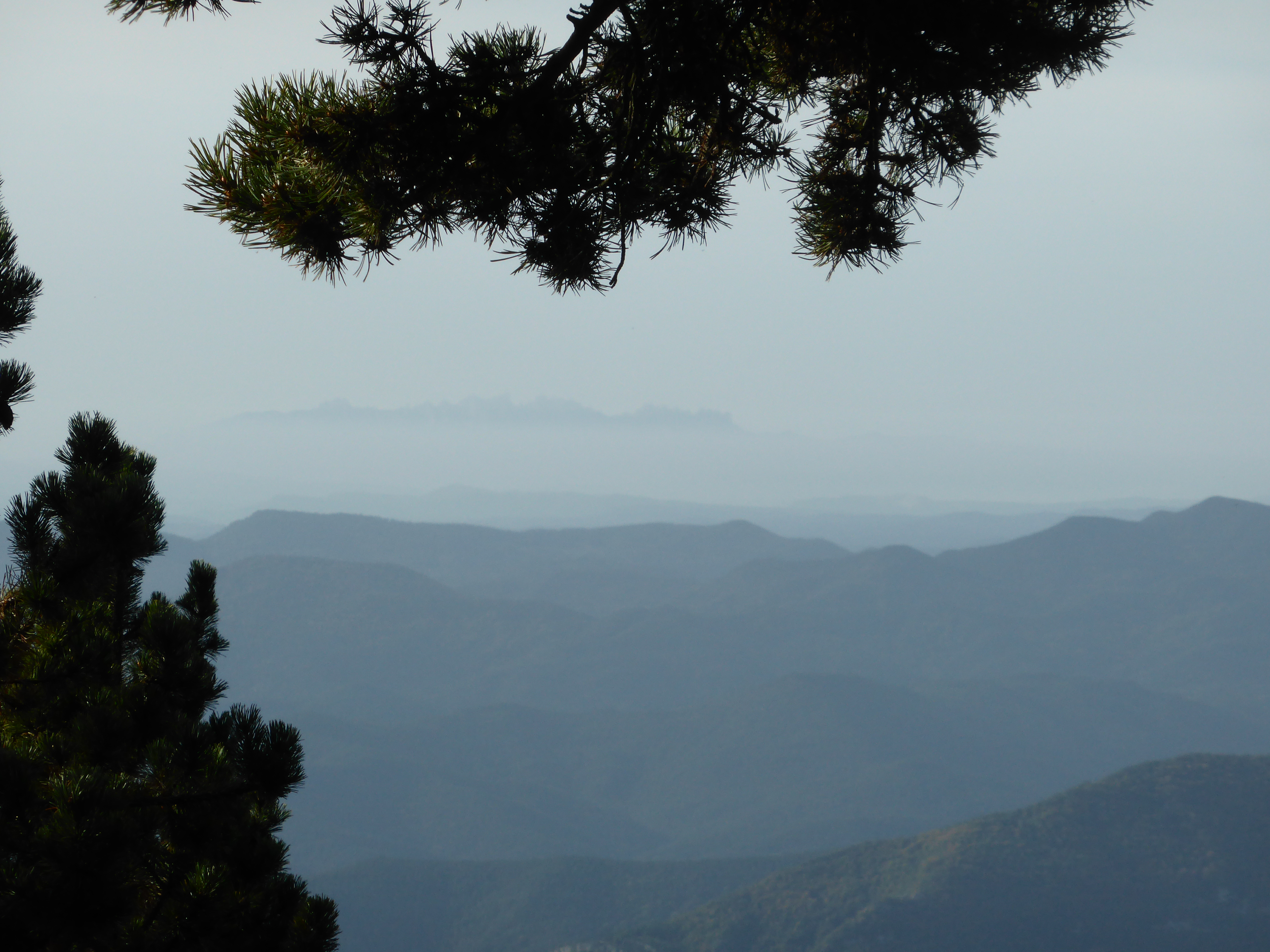
Montserrat des de Ribesaltes
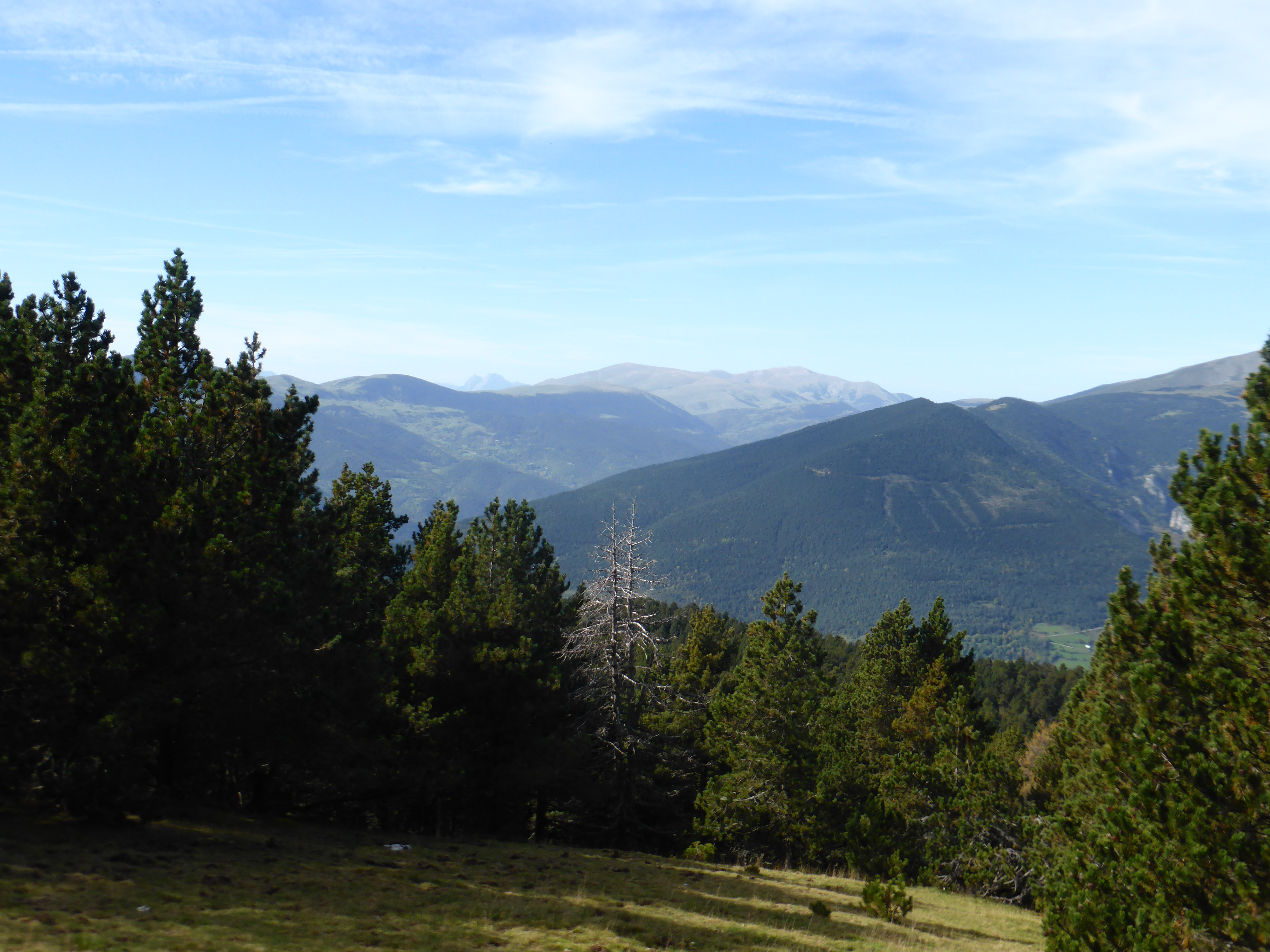
Serra de Montgrony, Pedraforca, Puigllançada, Tosa d'Alp i Serra d'Estremera des de Ribesaltes
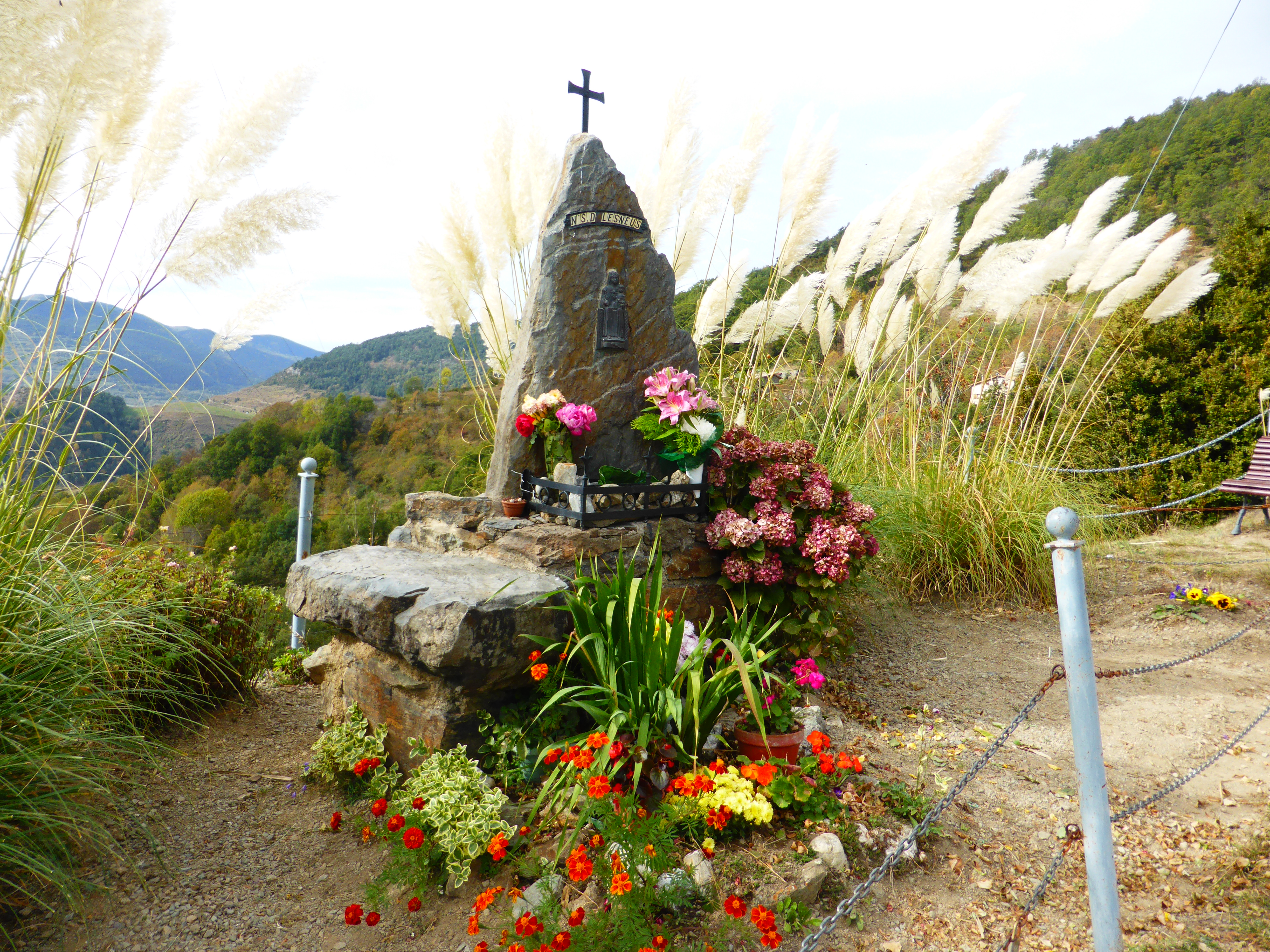
Mare de Déu de les Neus
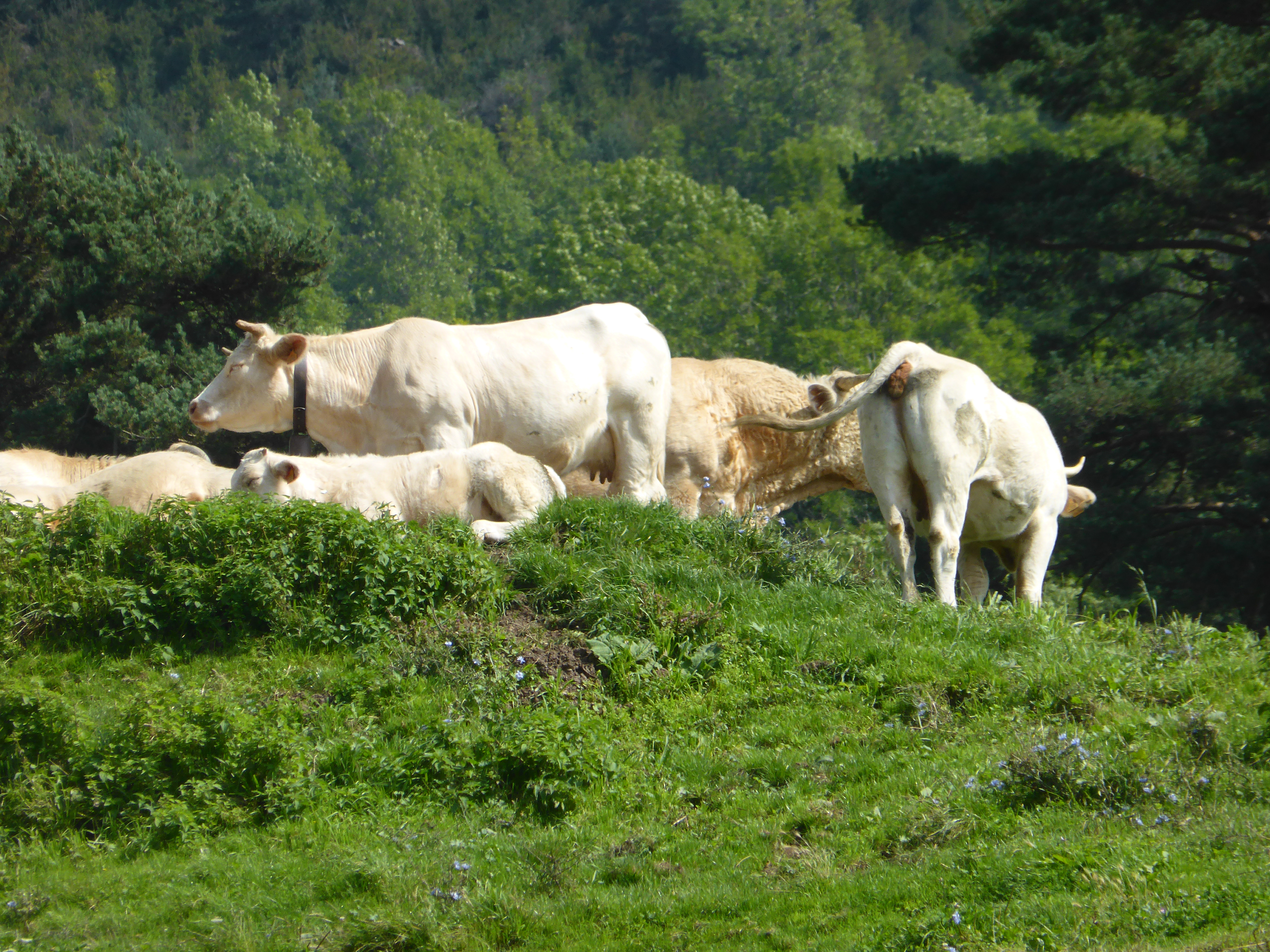
Caps de bestiar vacum a Ribesaltes
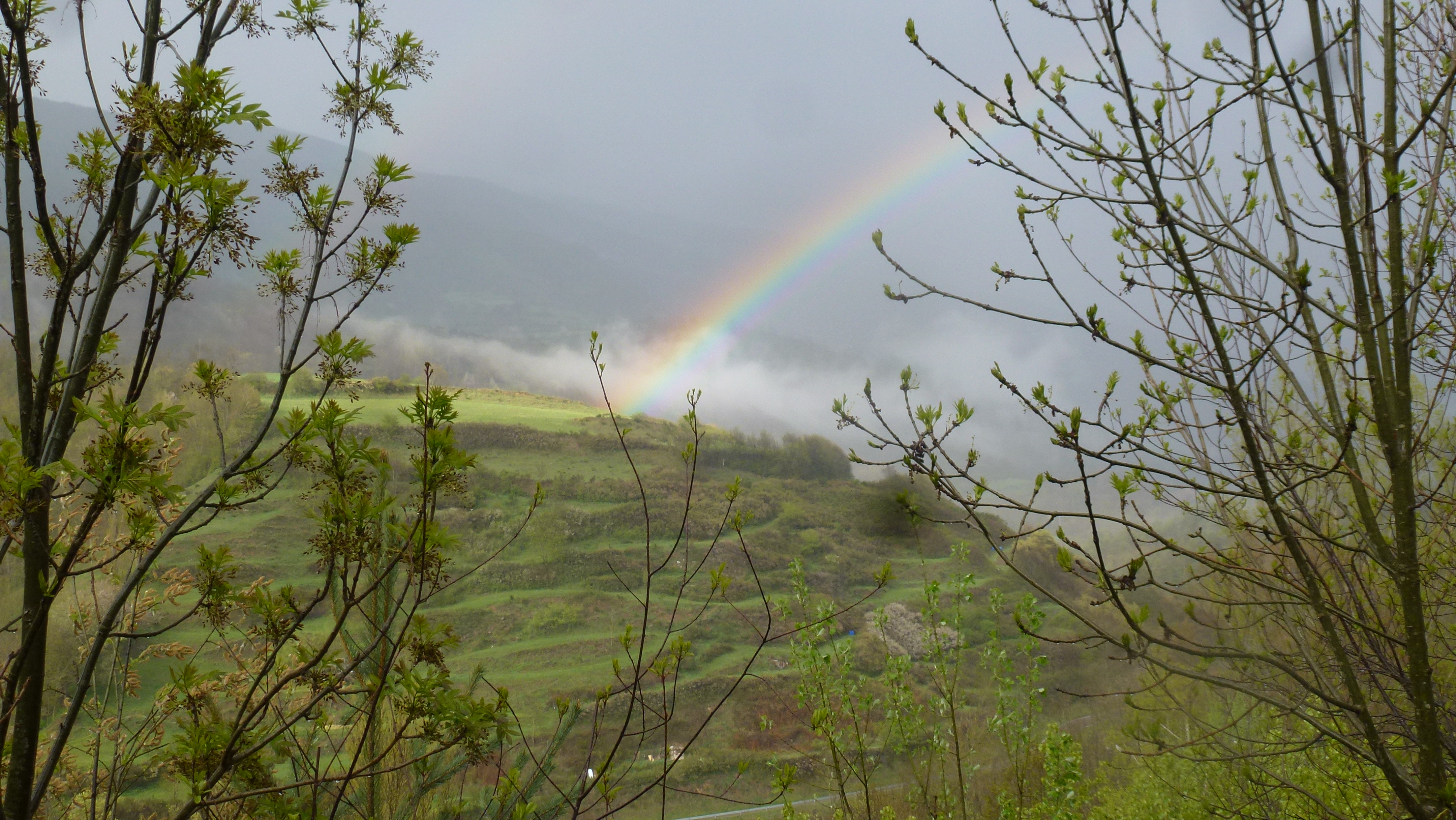
Arc de Sant Martí a La Coromina - Ribesaltes
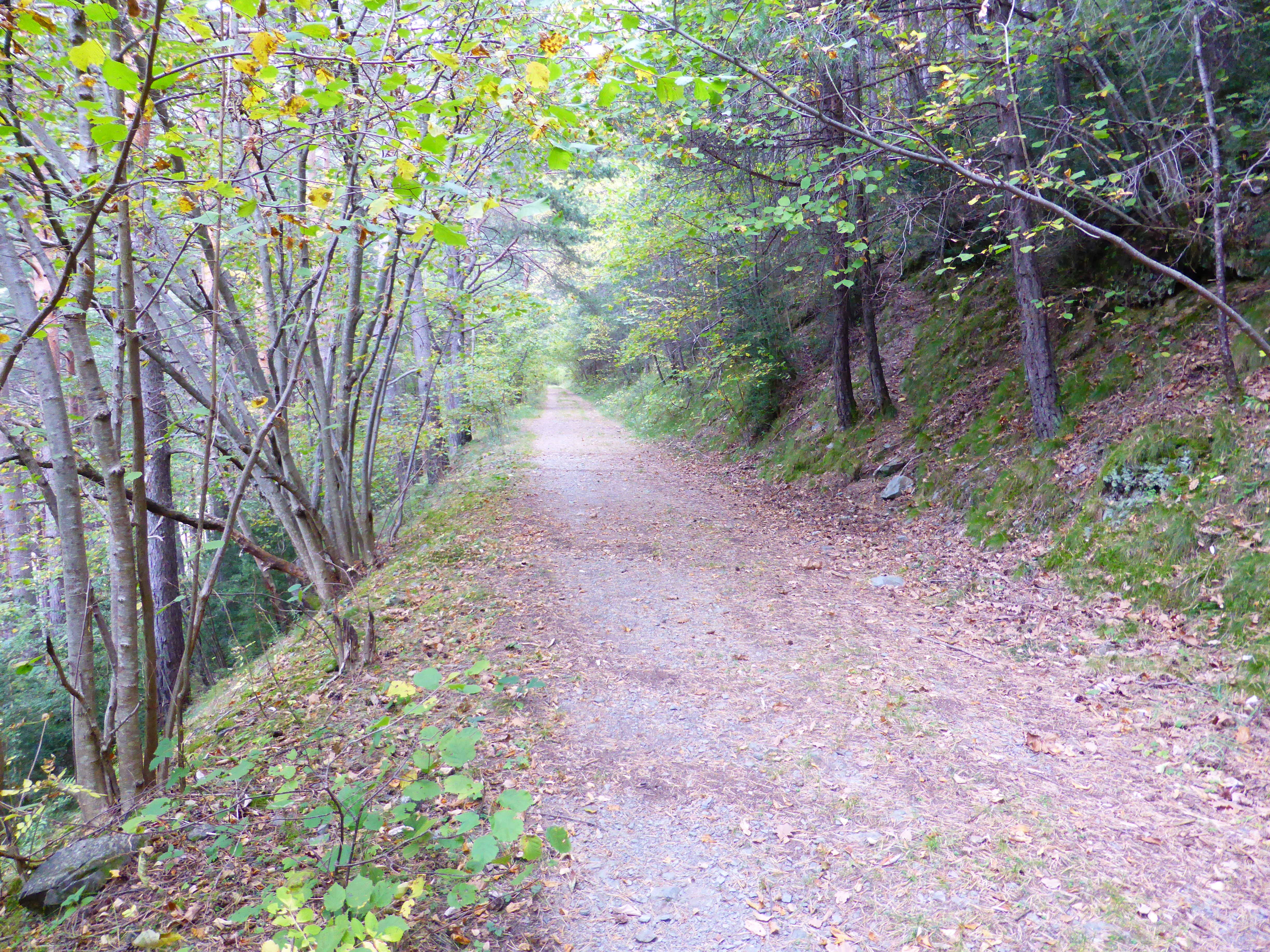
Camí de Serrat
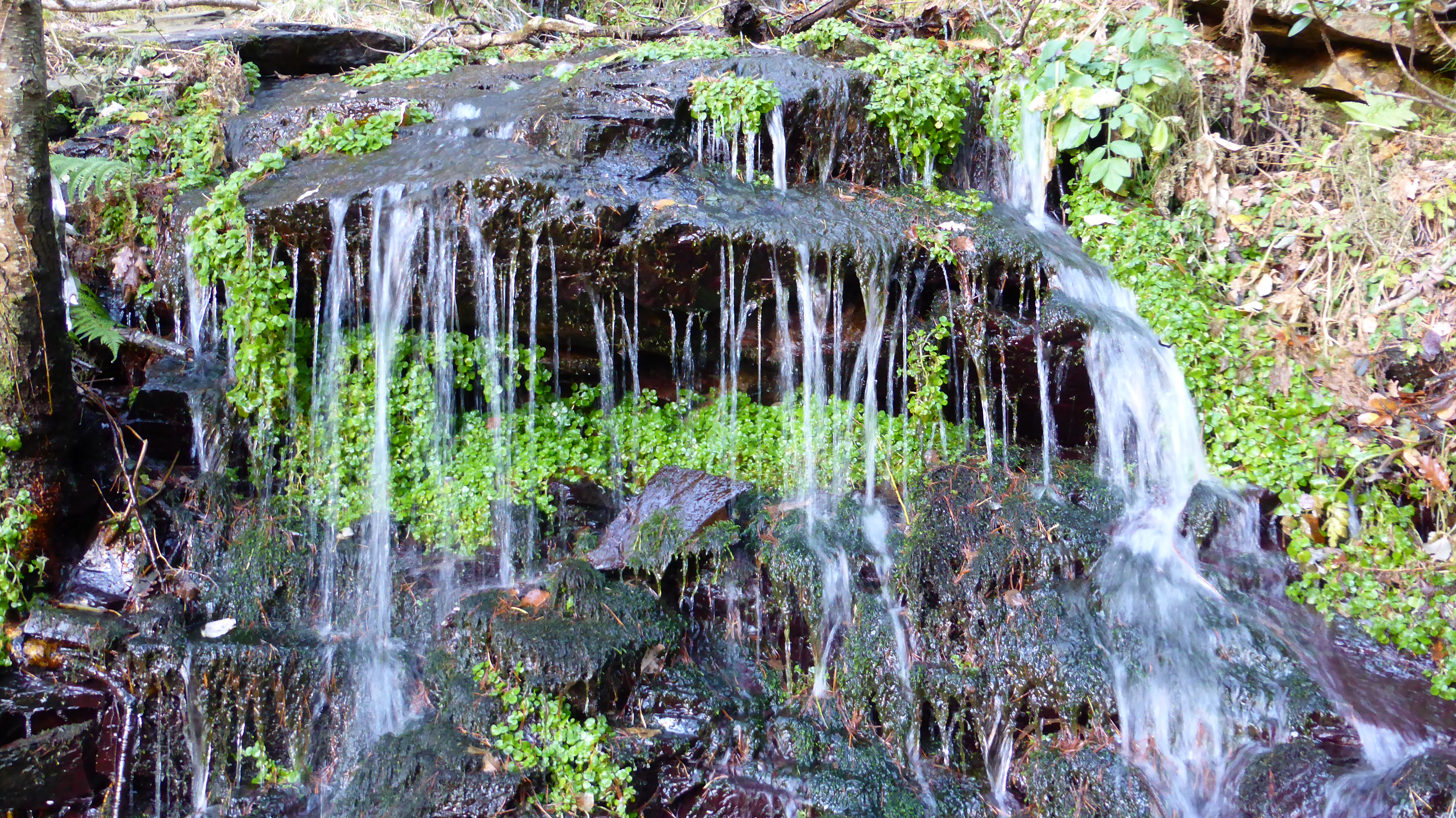
Torrent de La Carbonereta - Camí de Serrat
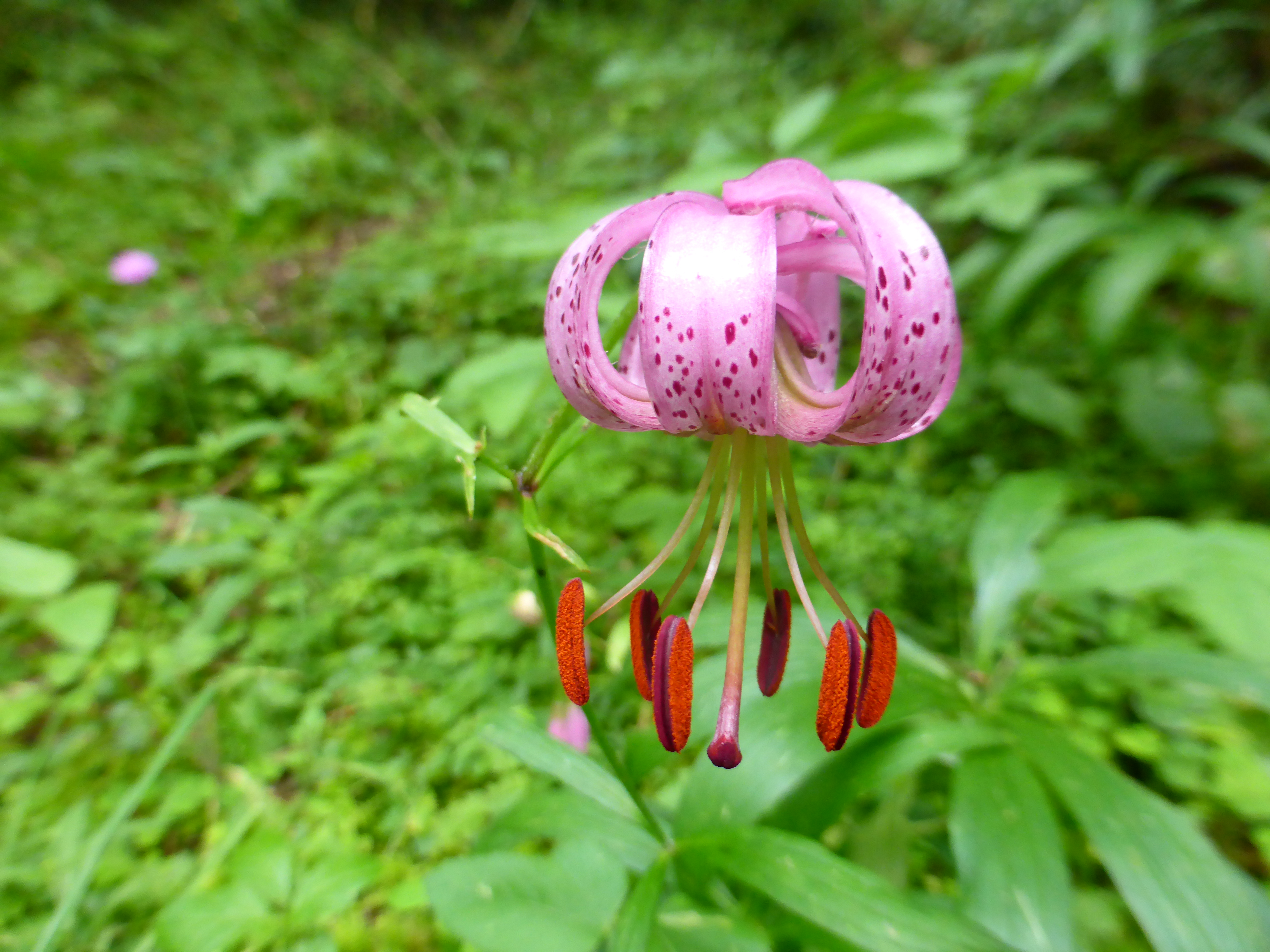
Marcòlic Vermell o Morat (Lilium martagon) - Camí de Serrat
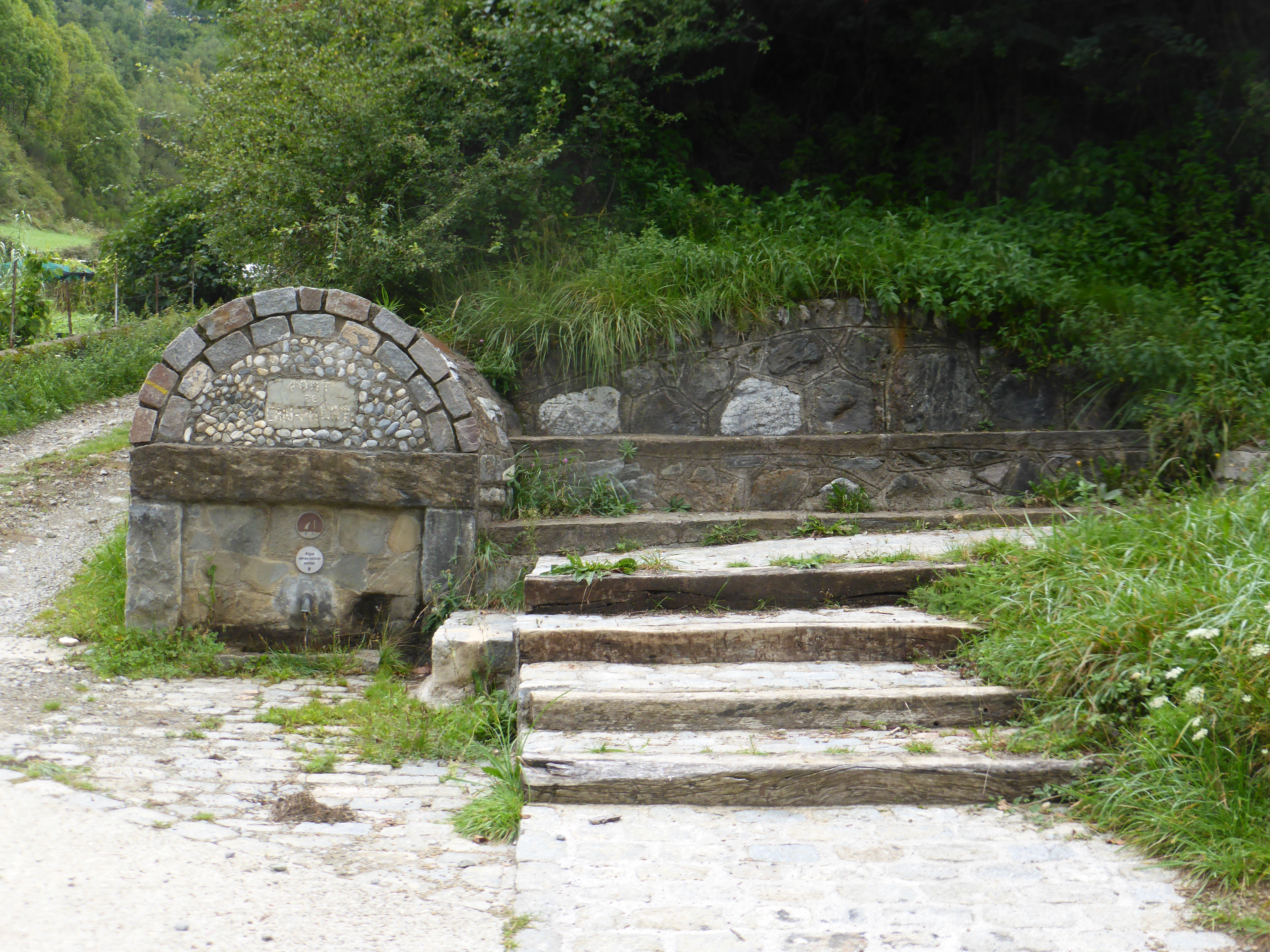
Font de Can Palatí - Ribesaltes
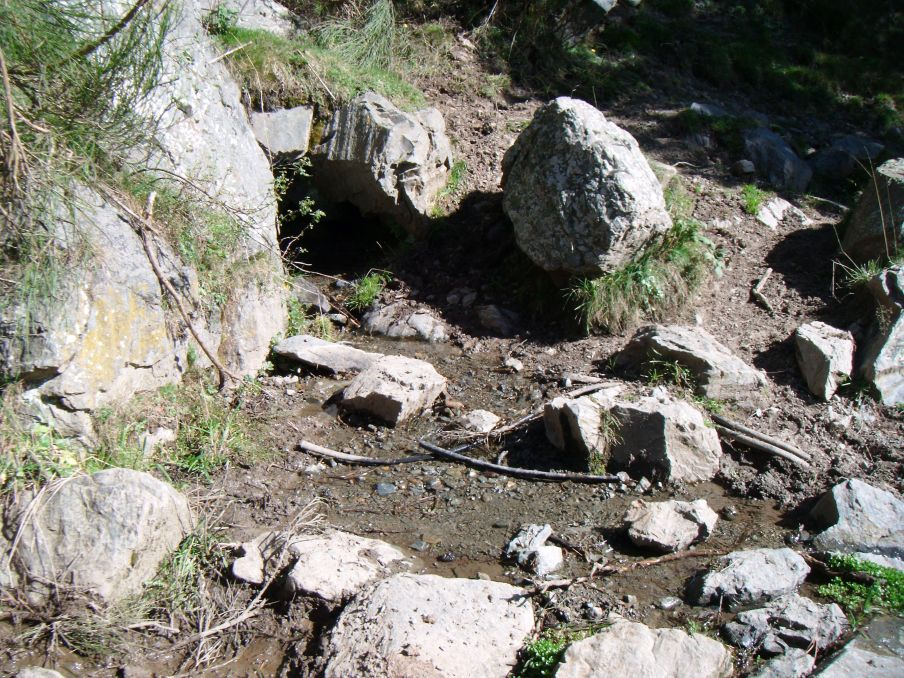
Font Gran - Ribesaltes
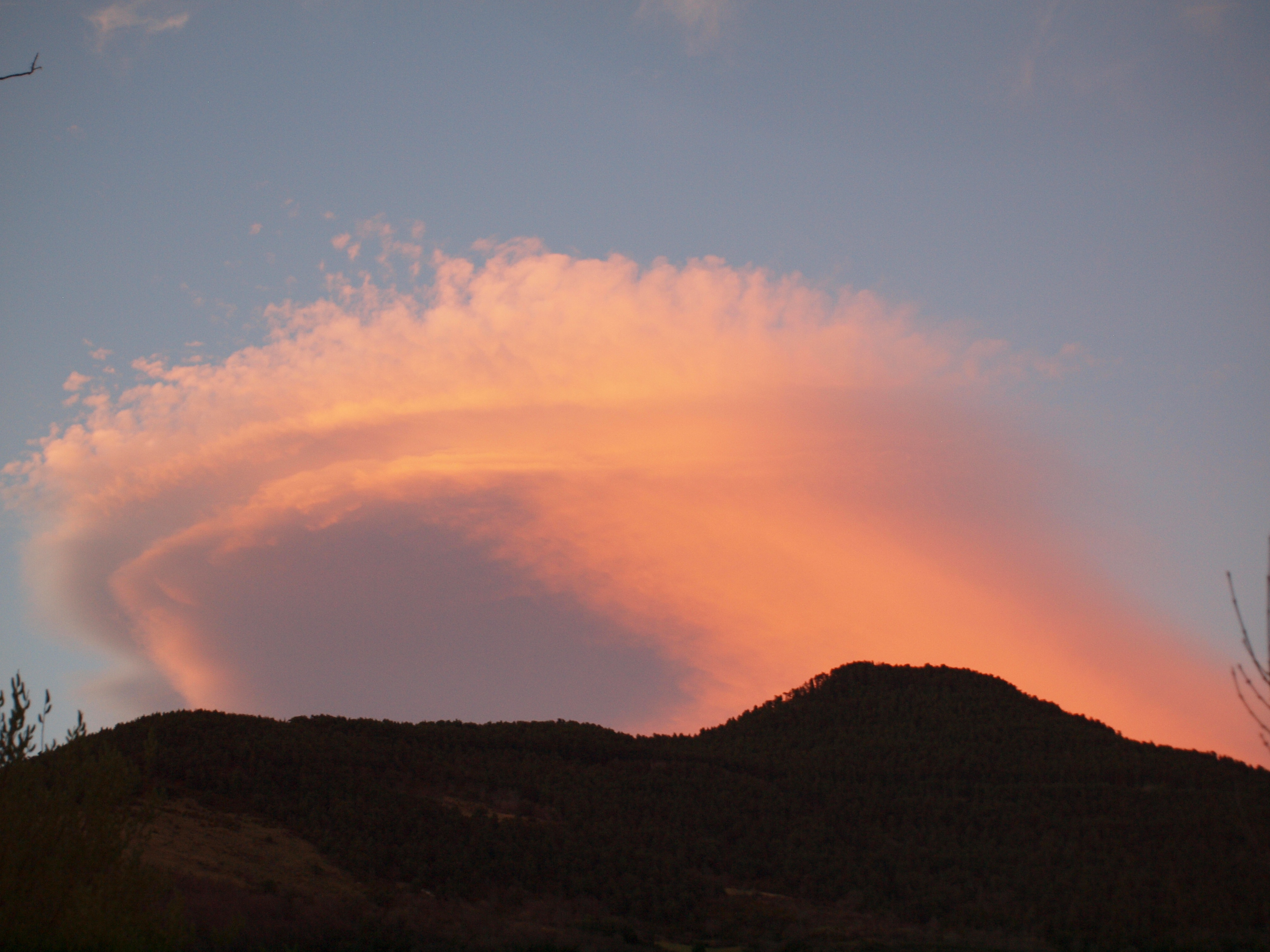
AC lenticular al Puig Cornador(1.793 m)-Ribesaltes
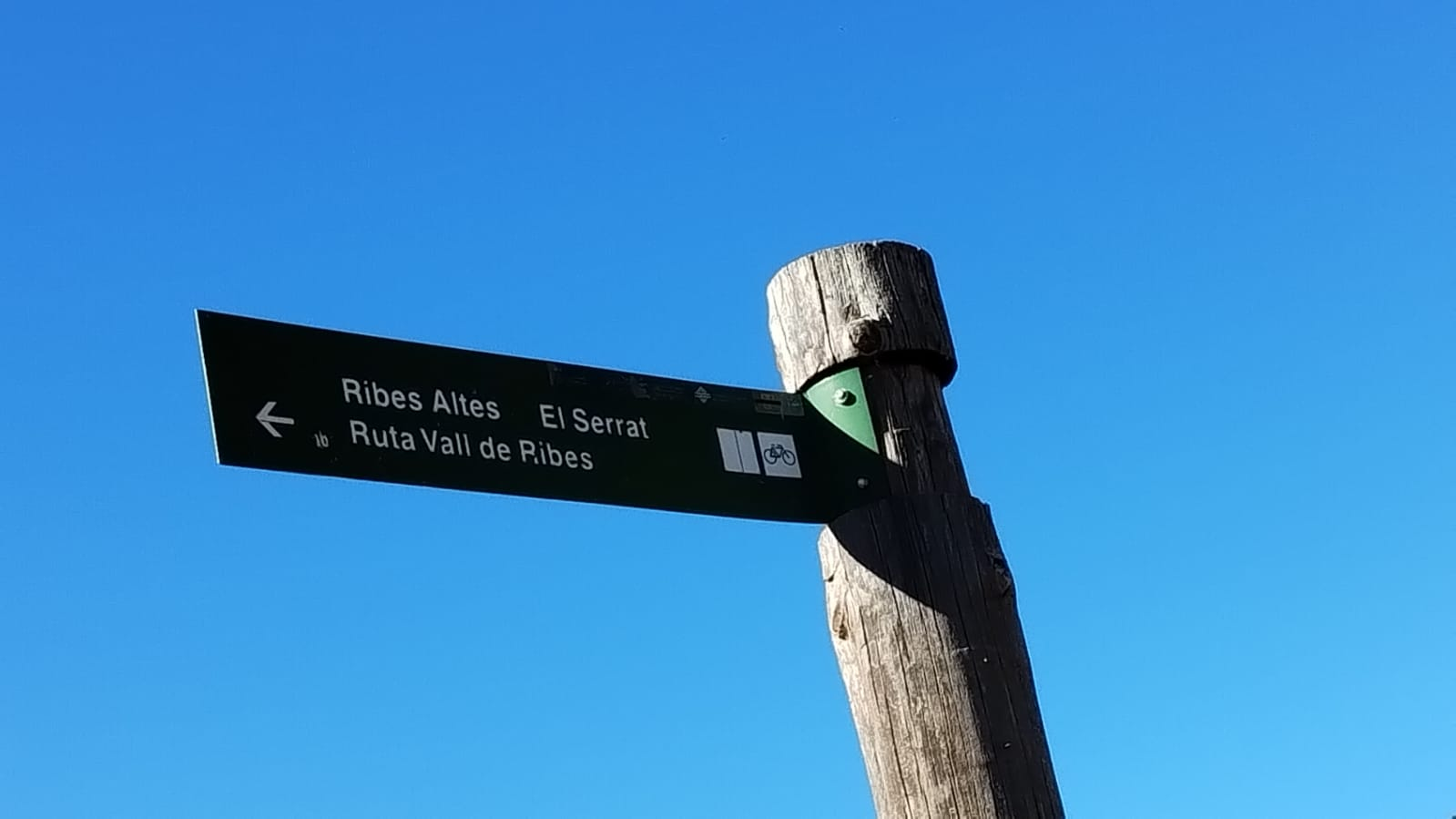
Senyalització amb indicació de Ribes Altes a Coromines (Pardines)